# Обенга, Теофиль
Теофиле Обенга (Théophile Obenga; *1935; Браззавиль, Французская Экваториальная Африка) — конголезский историк, политический деятель. По этнической принадлежности мбоши.

## Биография
Получил образование в Практической школе высших исследований в Париже. Также изучал философию в Бордо, доисторическую археологию и компаративную историческую лингивистику в Коллеж де Франс (Париж), педагогику и египтологию в Женеве. Среди его преподавателей были Жан Леклан и Эмиль Бенвенист. Вместе с Шейхом Анте Диопом представлял страны Тропической Африки на симпозиуме ЮНЕСКО «Заселение Древнего Египта и расшифровка мероитских записей» в Каире в 1974 году. В 1975-1979 годах был министром иностранных дел Республики Конго. Продолжает участвовать в политической жизни, на президентских выборах 2009 года поддерживал кандидатуру Дени Сассу-Нгессо. Известен как панафриканист. Профессор-эмерит Центра африканских студий Университета штата Калифорния в Сан-Франциско.
Труды Обенга посвящены доколониальной истории Африки, Конго, социальным отношениям, вопросу соотношения традиций и современности и другим теоретическим проблемам истории африканских стран. В книге «За новую историю» подвижными силами исторического процесса предлагает считать экологию и культуру. Близок к революционно-демократическому движения африканской историографии, пытается применить диалектико-материалистическую методологию в исследовании прошлого Африки. В то же время концепцию негро-африканского происхождения древнеегипетской цивилизации, которой он придерживается, подвергают критике как основанную на политических соображениях и псевдолингвистике.

## Произведения
- L’Afrique dans l’Antiquité — Égypte ancienne — Afrique noire, Paris: Présence Africaine, 1973.
- Introduction à la connaissance du peuple de la République Populaire du Congo, Brazzaville: Librairies Populaires, 1973.
- Afrique centrale précoloniale — Documents d’histoire vivante, Paris: Présence Africaine, 1974.
- La Cuvette Congolaise. Les hommes et les structures. Contribution à l’histoire traditionnelle de l’Afrique centrale, Paris: Présence Africaine, 1976.
- Le Zaïre, Civilisations traditionnelles et Culture moderne (Archives culturelles d’Afrique centrale), Paris: Présence Africaine, 1977.
- La vie de Marien Ngouabi 1938—1977, Paris: Présence Africaine, 1977.
- Stèles pour l’avenir (poèmes), Paris: Présence Africaine, 1978.
- Pour une Nouvelle Histoire, essai, Paris: Présence Africaine, 1980.
- La dissertation historique en Afrique. A l’usage des étudiants de Première Année d’Université, Dakar: NEA, Paris: Présence Africaine, 1980.
- Sur le chemin des hommes. Essai sur la poésie négro-africaine, Paris: Présence Africaine, 1984.
- Littérature traditionnelle des Mbochi. Etsee le Yamba, Paris: Présence Africaine, 1984.
- Les Bantu, Langues-Peuples-Civilisations, Paris: Présence Africaine, 1985.
- Discours et écrits politiques de Jacques Opangault, Paris: Présence Africaine, 1987.
- Astres si longtemps. Poèmes en Sept Chants, Paris: Présence Africaine, 1988, Collection: Poésie.
- La Philosophie africaine de la période pharaonique — 2780—330 avant notre ère, Paris: L’Harmattan, 1990.
- Ancient Egypt and Black Africa: A Student’s Handbook for the Study of Ancient Egypt in Philosophy, Linguistics and Gender Relations, edited by Amon Saba Saakana, London: Karnak House, 1992.
- Origine commune de l'égyptien ancien, du copte et des langues négro-africaines modernes — Introduction à la linguistique historique africaine, Paris: L’Harmattan, 1993.
- La Géométrie égyptienne — Contribution de l’Afrique antique à la mathématique mondiale, Paris: L’Harmattan / Khepera, 1995.
- Cheikh Anta Diop, Volney et le Sphinx — Contribution de Cheikh Anta Diop à l’historiographie mondiale, Paris: Présence Africaine / Khepera, 1996.
- L’histoire sanglante du Congo-Brazzaville (1959—1997)- Diagnostic d’une mentalité politique africaine, Paris: Présence Africaine, 1998.
- Pour le Congo-Brazzaville — Réflexions et propositions, Paris: L’Harmattan, 2001, Collection : Études Africaines.
- Le sens de la lutte contre l’africanisme eurocentriste, Paris: Khepera / L’Harmattan, 2001.
- L’UNIVERSITÉ AFRICAINE dans le cadre de l’Union Africaine, Paris: Pyramide Papyrus Presse, 2003, Collection : Narmer.
- African Philosophy — The Pharaonic Period: 2780—330 BC, Dakar: Per Ankh, 2004. (Traduction de l’ouvrage La Philosophie africaine de la période pharaonique 2780—330 avant notre ère, Paris: L’Harmattan, 1990).
- L’Égypte, la Grèce et l’école d’Alexandrie — Histoire interculturelle dans l’Antiquité — Aux sources égyptiennes de la philosophie grecque, Paris: Khepera / L’Harmattan, 2005.